# Frederik Penne
Frederik Penne (né le 5 juin 1978 à Grammont) est un coureur cycliste belge, devenu ensuite directeur sportif. 
Son frère cadet Stijn est également coureur cycliste.

## Biographie
Frederik Penne naît le 5 juin 1978 à Grammont dans la province de Flandre-Orientale en Belgique. Il a un frère cadet : Stijn.
Il est de 2012 à 2014 membre de l'équipe Wetterse Dakwerken-Trawobo-VDM avant d'y passer directeur sportif à partir de 2015.

## Palmarès
- 1996[1]
  - 3e du championnat de Belgique de poursuite juniors
  - 3e du Keizer der Juniores
- 1998
  - 3e étape du Tour du Limbourg amateurs
- 1999
  - 2e de Bruxelles-Opwijk
- 2000
  - 3e étape du Tour de la province de Namur
  - 4e étape du Tour du Brabant flamand
- 2001
  - 3e et 4e étapes du Triptyque ardennais
  - 3e étape du Tour du Limbourg amateurs